# سنت-مدارد، اندر
سنت-مدارد، اندر (به فرانسوی: Saint-Médard) یک کمون در فرانسه است که در اندر واقع شده‌است. سنت-مدارد ۱۲٫۶ کیلومتر مربع مساحت و ۴۴ نفر جمعیت دارد و ۱۴۰ متر بالاتر از سطح دریا واقع شده‌است.